# Pocheina
Pocheina ist eine Gattung zellulärer Schleimpilze aus der Gruppe der Heterolobosea. Die Arten der Gattung finden sich häufig an nasser Rinde unter feuchten Bedingungen.

## Beschreibung und Lebenszyklus
Die gestielten, pinkfarbenen Sorokarpe setzen sich aus mehreren Reihen enzystierter und noch keimfähiger Einzelzellen zusammen. Das kugelförmige Sporenlager misst rund 100 Mikrometer im Durchmesser, der Stiel ist von gleicher Länge.
Sporen mit nur einem Zellkern oder auch die enzystierten Zellen des Stängels keimen und geben dann Amöben vom Limax-Typ (also von zylindrischer, nicht abgeflachter Gestalt) frei. Sollten sich die Zellen jedoch noch vor der Excystierung teilen, können entweder zwei zweigeißlige Protoplasten oder ein zweikerniger Protoplast entstehen, aus denen nach der Geißelentwicklung durch Zellteilung zwei zweigeißlige amoeboflagellate Zellen entstehen.

## Systematik
Die Gattung wurde 1961 von Alfred R. Loeblich und Helen Tappan erstbeschrieben. Typusart ist die 1883 von Leo de Cienkowski als Guttulina rosea erstbeschriebene Pocheina rosea. Pocheina umfasst nur zwei oder drei Arten, darunter:
- Pocheina rosea
- Pocheina flagellata

## Nachweise
1. 1 2 3  Michael J. Dykstra, Harold W. Keller: Mycetozoa In: John J. Lee, G. F. Leedale, P. Bradbury (Hrsg.): An Illustrated Guide to the Protozoa. Band 2. Allen, Lawrence 2000, ISBN 1-891276-23-9, S. 956 (englisch).
2. ↑  Eintrag zur Gattung im Index Fungorum, Online, Zugriff am 24. September 2009